# Umbertide
Umbertide is een gemeente in de Italiaanse provincie Perugia (regio Umbrië) en telt 15.603 inwoners (31-12-2004). De oppervlakte bedraagt 200,2 km2, de bevolkingsdichtheid is 78 inwoners per km2.
De volgende frazioni maken deel uit van de gemeente: Badia, Calzolaro, Castelvecchio, Comunaglia, Leoncini, Mita, Molino Vitelli, Montecastelli, Niccone, Pierantonio, Polgeto, Preggio, Spedalicchio.

## Demografie
Umbertide telt ongeveer 5944 huishoudens. Het aantal inwoners steeg in de periode 1991-2001 met 6,1% volgens cijfers uit de tienjaarlijkse volkstellingen van ISTAT.
| Jaar | Inwoneraantal |
| ---- | ------------- |
| 1991 | 14.379        |
| 2001 | 15.254        |

## Geografie
De gemeente ligt op ongeveer 247 m boven zeeniveau.
Umbertide grenst aan de volgende gemeenten: Città di Castello, Cortona (AR), Gubbio, Lisciano Niccone, Magione, Montone, Passignano sul Trasimeno, Perugia, Pietralunga.

## Sport
Umbertide was op 3 juli 1999 start- en finishplaats van de vierde etappe van de Giro Donne. De rit over 112.8 kilometer werd gewonnen door de Russin Zoelfia Zabirova.

## Externe link

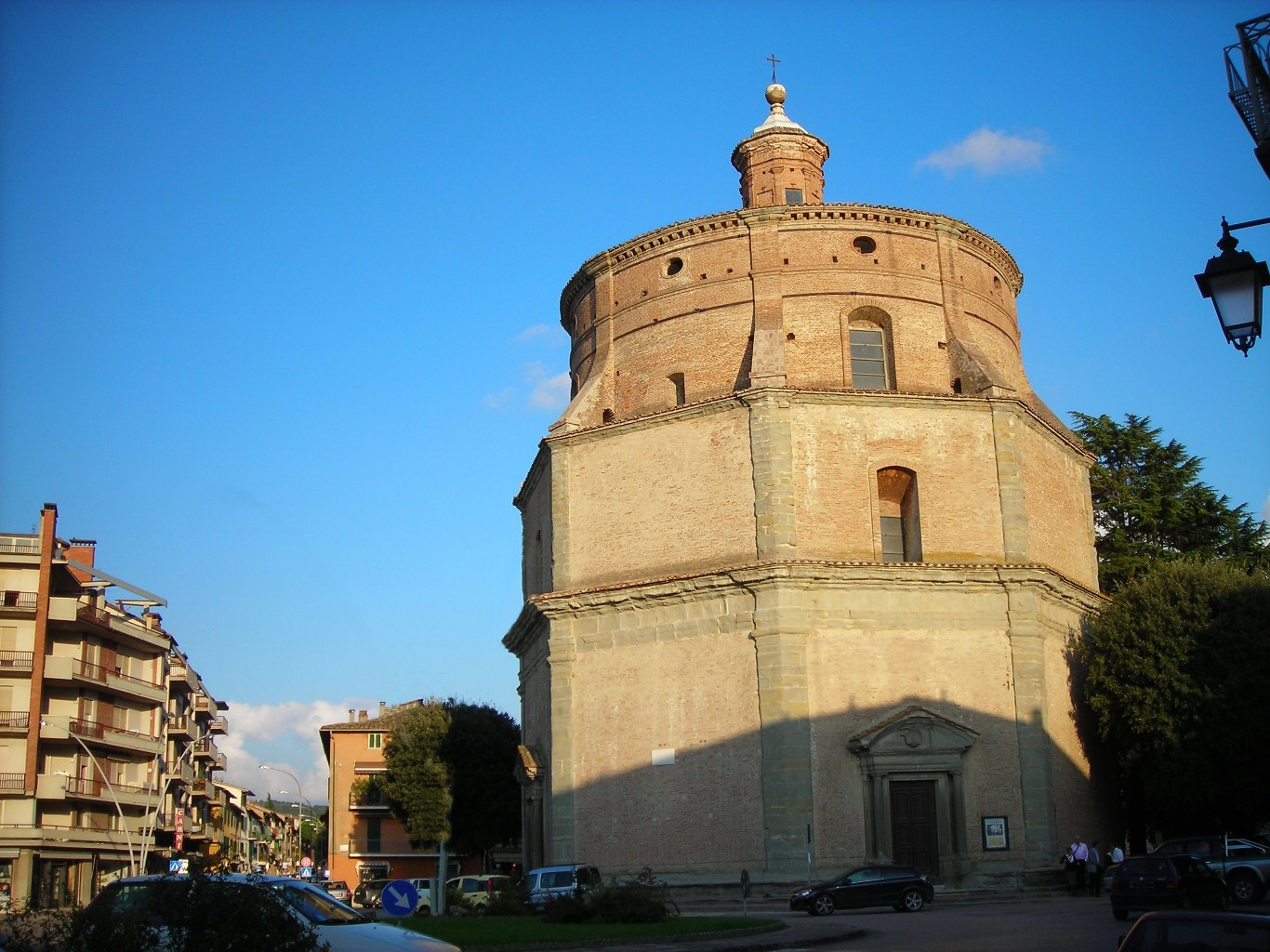
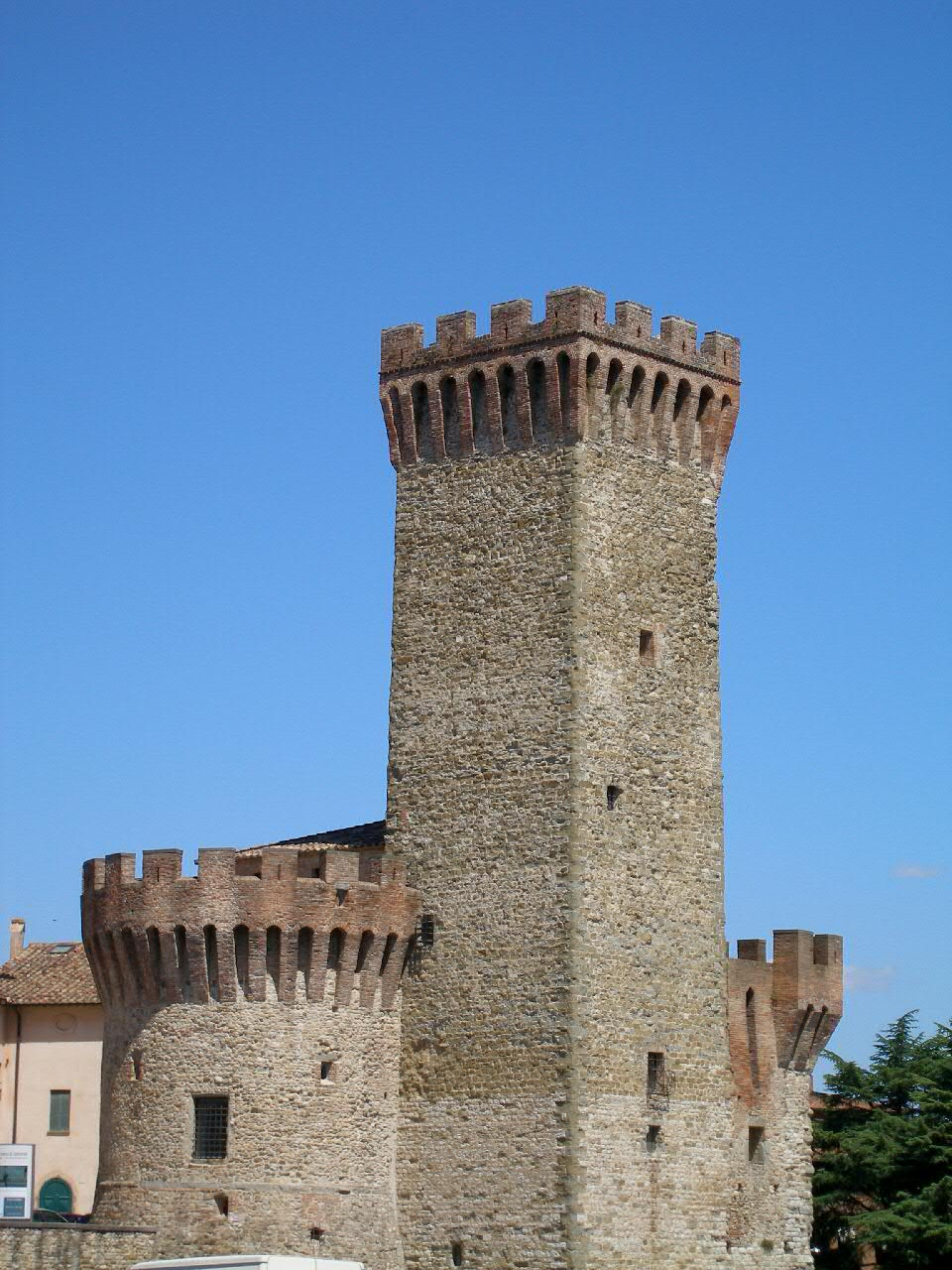
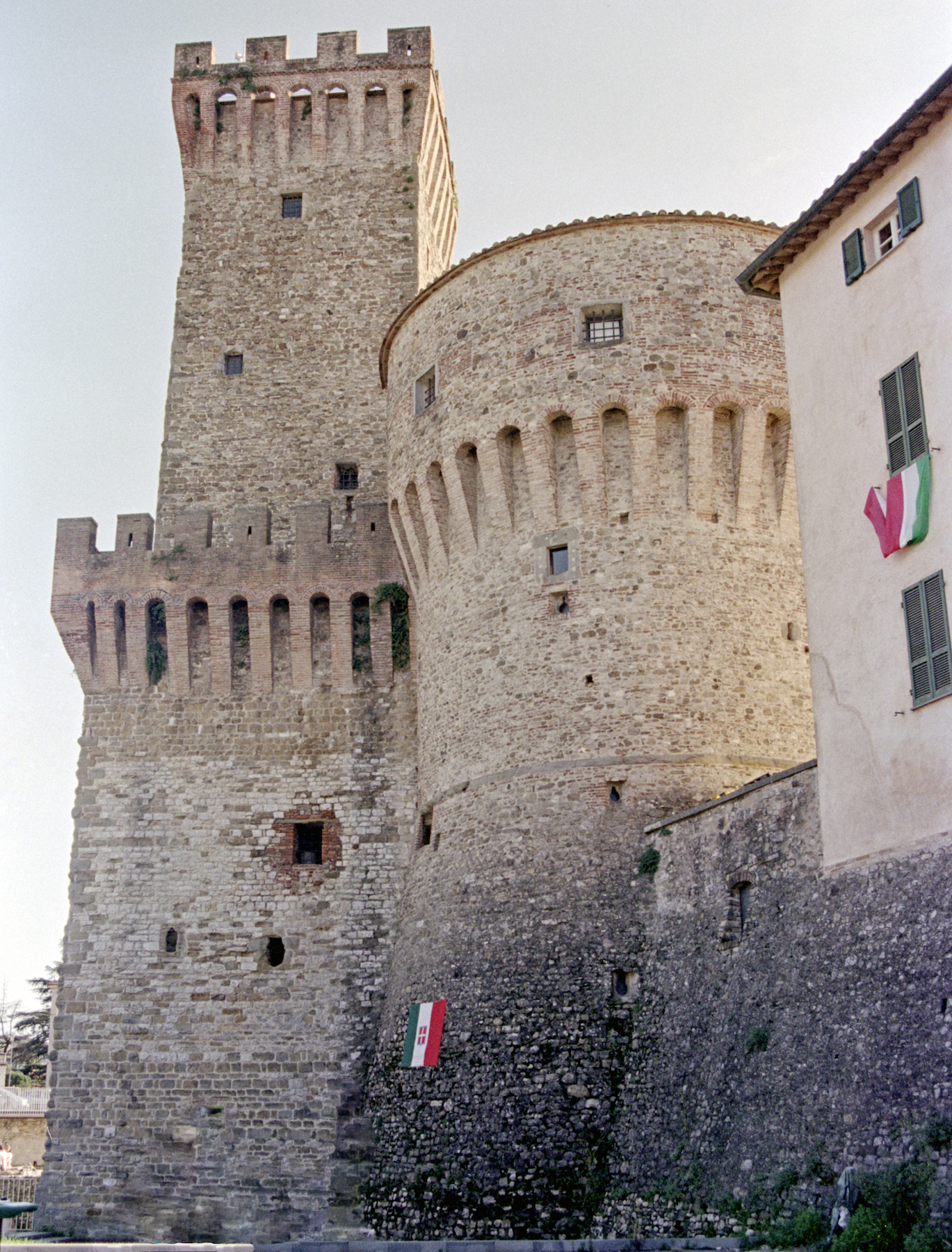
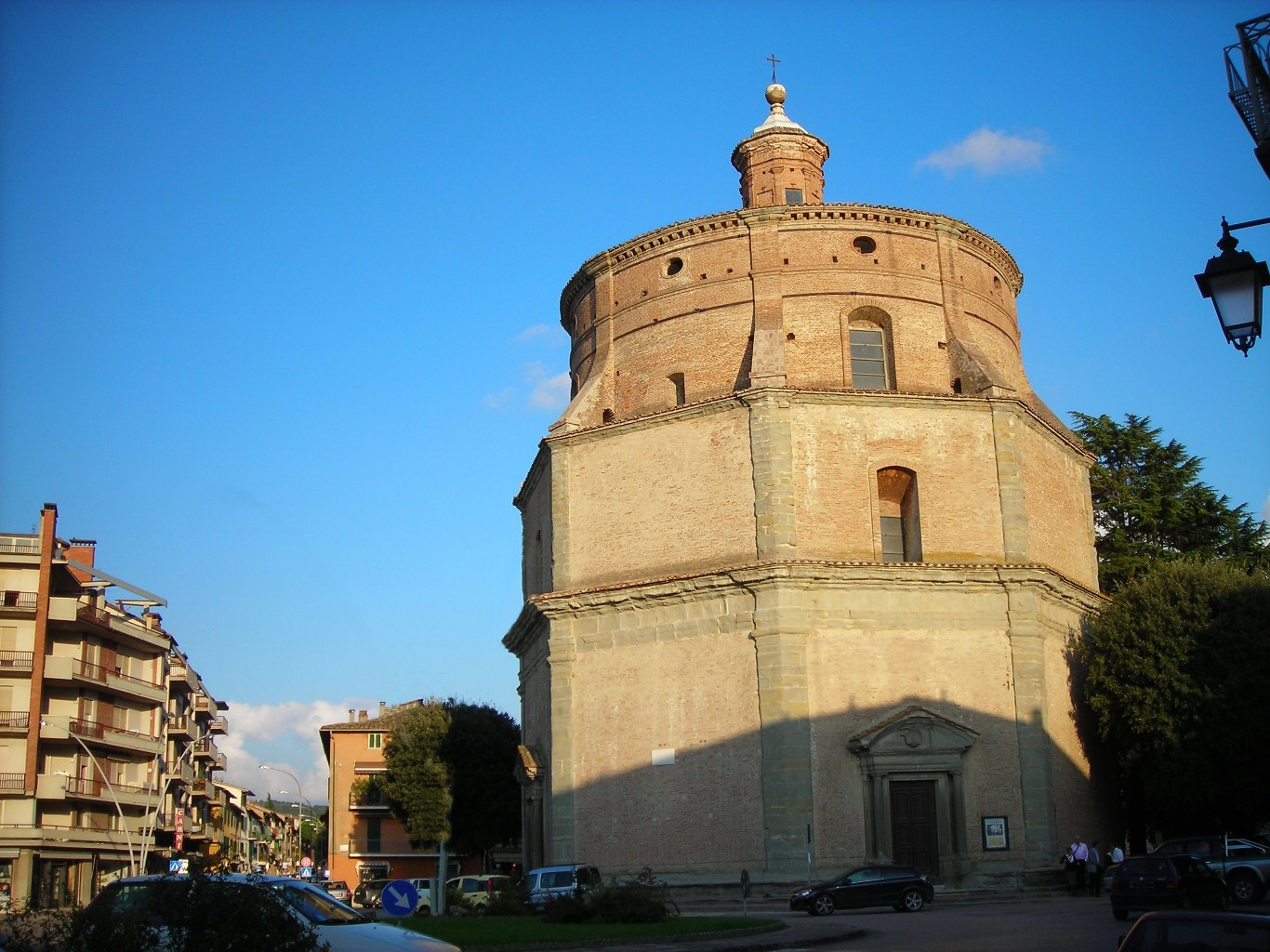